# Luis Fernando Figari
Pour les articles homonymes, voir Figari (homonymie).
Luis Fernando Figari, né le 8 juillet 1947 à Lima (Pérou), est un laïc catholique péruvien, fondateur en 1971 de la sodalité de vie chrétienne (Sodalicio) dont il fut également le supérieur général avant d'être démis à la suite de plusieurs affaires d'abus sexuels sur mineurs.

## Biographie
Il étudie à l'école primaire à l'école Immaculate Heart à Lima et ses études secondaires à l'école Santa María de Lima. Il suit ensuite des études de sciences humaines et de droit à l' Université catholique pontificale du Pérou
En 1971, il fonde la Sodalité de vie chrétienne (Sodalitium Christianae Vitae). Figari développe alors pour ses disciples un plan d'austérité à base de sadomasochisme et d'automutilation. Ce mouvement est aujourd'hui considéré comme un mouvement sectaire d'extrême-droite.
De 1974 à 1998, Figari fonde diverses associations : l'Association Immaculée Marie pour les femmes (1974) ; le Christian Life Movement (CLM), mouvement ecclésial (1985) ; la Communauté Mariale de Réconciliation, une association religieuse pour les femmes laïques consacrées (1991) ; la Confrérie Notre-Dame de la Réconciliation (1995) ; les Servantes du Plan de Dieu, autre association religieuse de femmes consacrées (1998).
Il est aussi le fondateur de Tradición y Acción, le journal de la branche péruvienne du groupe catholique d'extrême-droite Sociedad de Defensa de la Tradición, Familia y Propiedad ; de groupe phalangiste les Escalones Juveniles Nacionalistas ; du groupe Tradición y Acción por un Perú Mayor, la branche de Lima de Tradición, Familia y Propiedad, un groupuscule fondée en 1960 au Brésil par un militant catholique d'extrême droite Plinio Corrêa de Oliveira ; du groupe Dios y Patria vers 1973 qui donne naissance un an plus tard à la Confederación Nacionalista de Juventudes et à la Sodalitium Christianae Vitae.
En 1994, la CLM a été reconnue par le Saint-Siège comme association internationale de fidèles de droit pontifical.
En 1997, Jean-Paul II approuve Sodalitium comme société de vie apostolique.
En 2002, Jean-Paul II nomme Figari conseiller du Conseil pontifical pour les laïcs.
En 2005, Benoît XVI nomme Figari auditeur du Synode des évêques sur l'Eucharistie, l'un des rares participants laïcs invités à cette assemblée.
En 2010, il est contraint à la démission et renvoyé en 2015 de son propre mouvement.

## Violences et scandales sexuels
Mis en cause dans plusieurs affaires d'abus sexuels sur mineurs, il est démis en 2010 de ses responsabilités au sein de son mouvement. Pourtant, à l'encontre de toute logique chronologique, les premières accusations officielles datent de 2015 et le Vatican n'affirme n'avoir été informé qu'en 2011. Ces versions sont depuis réfutées, des premières plaintes, restées confidentiels, avaient bien été déposées précédemment. On découvre alors les dérives de Figari, ses abus et violences.
En 2013, un ancien membre publie un texte détaillé des plaintes contre Luis Fernando Figari et d'autres dirigeants de la Sodalitium.
En 2015, à la suite du livre de Pedro Salinas, un ancien membre, le mouvement reconnait officiellement les abus sexuels et le caractère sectaire de son fondateur.
Figari est condamné à une vie de pénitence et de prière par son successeur, puis interdit par le Vatican de résider dans une maison de l’institut mais aussi de retourner au Pérou.
Le cardinal péruvien Barreto dit de Figari qu'il est « non seulement sérieusement remis en question, mais est une personne perverse et une telle personne ne peut transmettre la sainteté de vie ».
Le 30 janvier 2017, à la suite d'une enquête menée par Fortunato Urcey (en), prélat de Chota, la congrégation confirme que Figari n'aurait plus aucun contact avec les membres de Sodalicio. Urcey rapporte que pendant que Figari était supérieur général, il avait « adopté un style de gouvernement excessivement ou indûment autoritaire, visant à imposer sa propre volonté » et que « afin d'obtenir l'obéissance de ses frères [il] a utilisé des stratégies et des méthodes inappropriées. de persuasion, c'est-à-dire sournoise, arrogante et néanmoins violente et irrespectueuse du droit à l'inviolabilité de sa propre intériorité et discrétion » et que « Figari, avant 2001, a commis des actes contre le VI Commandement avec des jeunes en formation dans la Sodalitium Christianae Vitae, dont, avec certitude au moins dans un cas survenu en 1974, avec une personne de moins de 16 ans ». À la suite de ce rapport, le Saint-Siège le condamne à ne plus « vivre dans une maison Sodalitium ». La procureure María del Pilar Peralta Ramírez, chargée du 26e Parquet pénal provincial de Lima, déclare alors qu'il n'y a aucune preuve d'un procès civil contre Figari. En février, l'affaire est reprise par un autre magistrat qui ordonne la réouverture de l'affaire au motif que les « actions de Ramírez avaient été négligentes ».
En février 2017, le supérieur général du mouvement transmet un rapport au bureau du procureur du Pérou des informations identifiées sur les abus sexuels sur mineurs par son fondateur et par quatre de ses anciens membres.
En décembre 2017, le ministère public demande neuf mois de détention préventive contre Luis Figari et trois autres anciens membres de la communauté, pour des abus sexuels présumés.
En janvier 2018, lors du voyage du pape François à Lima, une photo de Luis Fernando Figari en costume rayé et avec la phrase « Je t'attendrai » est projetée près du siège de la Nonciature apostolique. Cette manifestation de l'Association péruvienne des athées (APERAT) a pour but d'exhorter François à permettre le retour de Figari au Pérou pour qu'il réponde des accusations criminelles ou faciliter, et ne pas entraver,[style à revoir] son extradition.
Figari fait appel deux fois de son exclusion par son mouvement avant d'être définitivement débouté en 2019.
En 2021, bien que poursuivi en justice, il continue à résider à Rome sans qu'aucune extradition n'ait été mise en œuvre par l'État italien à son encontre,.
Le 14 août 2024, Après plus d'un an d'enquête de haut niveau, le Vatican expulse Luis Fernando Figari, pour avoir minimisé les allégations d'abus sexuels et psychologiques et de corruption financière. Il se serait réfugié dans le sud de l'Italie mais le Pérou espère toujours son extradition.
En septembre 2024, une enquête du Vatican révèle que 10 hauts fonctionnaires du Sodalicio, dont Figari, se sont livrés à des abus de pouvoir, d'autorité et de spiritualité « sadiques », y compris des abus sexuels.
Le 20 janvier 2025, le Sodalitium Christanae Vitae, que Figari avait fondé, est dissous par le pape François.